# Ian Bertram
Ian Bertram (né en 1990 dans le Massachusetts) est un dessinateur de bande dessinée américain.

## Biographie
Ian Bertram naît en 1990 dans le Massachusetts. Après des études à l'École des arts visuels de New York, il commence à travailler dans l'industrie du comic book. Son travail sur Little Bird, une mini-série écrite par Darcy Van Poelgeest et publiée en 2019 par Image Comics, lui vaut le prix Eisner de la mini-série en 2020.

## Distinctions
- 2020 : prix Eisner de la meilleure mini-série pour Little Bird (avec Darcy Van Poelgeest)